# 火狐狸 (電影)
《火狐狸》（英語：Firefox）是一部於1982年上映的美國科幻驚悚片，由克林·伊斯威特執導及主演。內容改編自克瑞格·湯瑪士撰寫的同名小說。
儘管電影背景設定在俄國，但因冷戰環境下不可能到俄國拍攝。使電影製作單位於奧地利來代替歐亞大陸。本片的製作預算為2100萬美金，創下Malpaso公司新高。在這當中有超過2000萬是用於特效。

## 劇情
冷戰時期，蘇聯發展出一種叫做「火狐狸」的革命性新式戰鬥噴射機，由於謠傳這是能夠躲過雷達偵測的隱形戰機，英國政府擔心蘇聯會利用這種戰機作為第一線攻擊武器，而根據情報單位的調查得知該戰機能經由與飛機連接的頭盔直接由腦波控制，而且只能解讀俄語，若不用俄語思考便無法駕駛該戰機，這是蘇聯特意設計來防止飛機被西方國家所用的手段。
根據情報兩架MiG-31原型機，其中一架即將展開試飛，測試最新武器，能讓其他戰鬥機上的空對空追熱導彈(如麻雀飛彈)混淆目標的『高熱能鎂光彈』的效果，這種曳光彈打出會產生高熱能的火光。
於是英國政府千挑萬選地找上了具蘇聯血統的退休戰鬥機飛行員米契剛特（克林伊斯威特 飾），剛特必須偽裝潛入蘇聯偷出火狐狸，然後再橫越北極冰原飛回自由世界的土地，他能夠順利完成這項艱鉅的任務？

## 角色與演員
- 剛特- 美國空軍退役飛行員，曾經在一九六零年代打過越戰，飛過幽靈式戰鬥機F-4。曾經因墜機被越共俘虜後受盡折磨。故有『創傷後壓力失調症候群』(Post-traumatic stress disorder,PTSD)和胃食道逆流。在中情局幹員萊恩的力薦下，獨自潛入冷戰時期的蘇聯，邁向前往莫斯科的旅途，打算去偷一架米格機MiG-31。
- 萊恩- 美國中情局幹員。向上級極力推薦甘特。參加這次竊取米格機行動。
- 米凱爾 - 蘇聯格別烏(KGB)成員。發現有人從烏克蘭基輔入境。企圖從邊境公路搭乘卡車潛入莫斯科。在軍用機場攔截甘特。後在試飛員更衣室搏鬥中被甘特所殺。
- 卡爾 - 美國海軍潛艦艦長，個性豪快的典型美國軍人。負責米格機在北極圈的加油任務。將潛艦與冰山連接偽裝成冰山。並加長米格機降落跑道。
- 杜里爵士 - 英國情報局長，負責米格機MiG-31竊取行動策畫。
- 區佐夫 - 米格二號機的試飛員。奉上級命令追蹤甘特。雙方駕駛米格機在北極圈上空展開戰鬥。後因戰機進氣口吸入高熱能鎂光彈而爆炸。

### 引用
1. ↑  Hughes 2009, p. 198.
2. ↑  "Firefox: Budget." （页面存档备份，存于） Clint: The Life and Legend. Retrieved: June 2, 2013.
3. ↑  Schickel 1996, p. 378.

### 專書
- Carlson, Mark. Flying on Film: A Century of Aviation in the Movies, 1912–2012. Duncan, Oklahoma: BearManor Media, 2012. ISBN 978-1-59393-219-0.
- Culhane, John. Special Effects in the Movies: How They Do It. New York: Ballantine Books, 1981. ISBN 0-345-28606-5.
- Hardwick, Jack and Ed Schnepf. "A Viewer's Guide to Aviation Movies." The Making of the Great Aviation Films, General Aviation Series, Volume 2, 1989.
- Hughes, Howard. Aim for the Heart. London: I.B. Tauris, 2009. ISBN 978-1-84511-902-7.
- Munn, Michael. Clint Eastwood: Hollywood's Loner. London: Robson Books, 1992. ISBN 0-86051-790-X.
- Schickel, Richard. Clint Eastwood: A Biography. New York: Knopf, 1996. ISBN 978-0-679-74991-2.
- Thomas, Craig. Firefox. New York: Holt Rinehart and Winston, 1977. ISBN 0-03-020791-6.
- Thomas, Walter. "Filming Firefox." Air Classics, Vol. 44, No. 9, September 1982.

## 外部連結
- 互联网电影数据库（IMDb）上《Firefox》的资料（英文）
- AllMovie上《火狐狸》的资料（英文）
- TCM电影资料库上《火狐狸》的资料（英文）
- 美国电影学会目录上的《Firefox》（英文）
- Box Office Mojo上《Firefox》的資料（英文）
- 開眼電影網上《火狐狸》的資料（繁體中文）